# En hustrus offer
En hustrus offer er en amerikansk stumfilm fra 1916 af J. Gordon Edwards.

## Medvirkende
- Robert B. Mantell som de Moray.
- Genevieve Blinn.
- Claire Whitney som Pauline de Moray.
- Louise Rial som de la Marche.
- Henry Leone som Maltia.